# 김철우 (군인)
김철우(金鐵宇, 1937년 ~ 2019년 1월 2일)는 제18대 대한민국의 해군참모총장을 역임한 군인이다.

## 경력
- 1956년 4월 1일 ~ 1960년 4월 4일 해군사관학교 14기 졸업
- 1970년 7월 28일 ~ 1971년 5월 22일 LSM-612(신미)함장
- 1978년 8월 16일 ~  1980년 1월 16일 DD-99(대전)함장
- 1986년 2월 1일 ~ 1988년 1월 14일 제3함대사령관
- 1988년 1월 15일 ~ 1989년 9월 12일 해군본부 인사참모부장
- 1989년 9월 12일 ~ 1991년 9월 3일 해군참모차장
- 1991년 9월 4일 ~ 1993년 5월 26일 제18대 대한민국의 해군참모총장

## 수훈
- 1970년 화랑무공훈장
- 1981년 보국훈장 삼일장
- 1985년 보국훈장 천수장
- 1990년 보국훈장 국선장
- 1991년 보국훈장 통일장
- 1993년 수교훈장 광화장

## 사건
1993년 2월 제18대 해군참모총장으로 재직하던 김철우에 대해 인사청탁과 관련하여 "1억원의 뇌물을 받았다"는 익명의 투서가 국방부에 접수되었으나 사실이 아닌 것으로 확인되었다. 하지만 자신보다 기수가 앞선 제17대 해군참모총장을 역임한 김종호 (1936년)의 뇌물수수 사건으로 사회적 파문이 확산되자 1993년 4월 22일에 참모차장과 작전 참모부장이 자신의 공관으로 찾아와 "해군과 총장의 명예를 위해서 총장께서 용퇴하시는게 바람직하다"며 사퇴를 건의했고 23일에도 다른 장성들로부터 사퇴를 건의받아 "고려해보겠다"고 밝혔다. 4월 24일에 해군본부에서 기자간담회를 하면서 "당장 사퇴하는 것은 이 사건 처리의 책임을 회피하는 것이므로 현재로서는 고려하지 않고 있다"며 "이번 사태가 수습 뒤에도 지휘권 행사가 어렵다면 책임지겠다"고 했다.군 전력 증강사업인 율곡사업과 관련하여 비리가 드러나면서 해군 진급 인사 비리와 관련해 사표를 제출했다.
서울형사지방법원(재판장 곽동효)은 1993년 9월 23일에 율곡사업 가운데 한국형 구축함 사업(KDX)과 관련하여 무기중개상으로부터 뇌물을 받아 구속되어 징역8년이 구형된 김철우에게 특가법 뇌물수수죄를 적용하여 징역 6년 추징금 3억원을 선고했다. 서울고등법원(재판장 민수명)은 "피고인이 잘못을 늬우치고 있고 30여년간 해군에서 최고 지휘관직 등을 지냈으며 자수한 점을 감안해 감경한다"며 징역3년 집행유예4년 추징금 3억원을 선고하자 검찰이 상고한 사건에서 "수사기관의 출석요구를 받기 전에 검찰에 전화를 걸어 출석의사를 밝힌 점이 인정된다"며 "수사기관에 자진출석하여 범행사실을 모두 자백하고 처벌을 달게 받겠다는 취지의 자술서를 쓴 사실이 인정되는 만큼 자수의 요건을 충족하고 있다. 피고인들이 법정에서 받은 돈이 뇌물이 아니었다고 일부 정황에 대해 부인한 것이 자수의 효력에 영향을 미치지는 않는다 "며 상고를 기각하고 원심을 확정했다. 1995년 광복절 특별사면에서 형 선고 실효 및 특별복권되었다.